# Dresden English Football Club
Dresden English FC (celým názvem: Dresden English Football Club) byl německý fotbalový klub, který sídlil v Drážďanech.
DEFC byl založen v roce 1874. Jedná se tak o vůbec první fotbalový klub založený na území Německa a pravděpodobně i o první fotbalový klub na území kontinentální Evropy. Založen byl anglickými dělníky pracujícími v Drážďanech, kteří svůj volný čas trávili právě hraním fotbalu.
Z let 1891 – 1894 je zdokumentováno pouze sedm zápasů, který drážďanští oficiálně odehráli. Vyhráli prvních šest s celkovým skóre 34:0 pro DEFC. První zaznamenaná porážka v historii klubu přišla až 10. března 1894, kdy s berlínským mužstvem Tor und Fußball Club Victoria 89 prohráli poměrem 0:2. DEFC zaniká v průběhu roku 1898. V témže roce jsou jeho bývalí členové zakládajícími členy Dresdner Sportclubu.
Své domácí zápasy odehrával na stadionu Güntzwiesen s kapacitou 5 000 diváků.